# جورج بيفرلي شي
جورج بيفرلي شي (بالإنجليزية: George Beverly Shea)‏ هو كاتب أغاني ومغني أمريكي، ولد في 1 فبراير 1909 في أونتاريو في كندا، وتوفي في 16 أبريل 2013 في مونتريات في الولايات المتحدة بسبب سكتة.

## وصلات خارجية
- جورج بيفرلي شي على موقع IMDb (الإنجليزية)
- جورج بيفرلي شي على موقع ميوزك برينز (الإنجليزية)
- جورج بيفرلي شي على موقع أول ميوزيك (الإنجليزية)
- جورج بيفرلي شي على موقع ديسكوغز (الإنجليزية)
- جورج بيفرلي شي على موقع قاعدة بيانات الفيلم (الإنجليزية)